# Gino Cappello
Gino Cappello (Padova, 1920. június 2. – Genova, 1990. március 28.) olasz labdarúgócsatár.